# Coteaux-du-Lizon
Coteaux-du-Lizon – gmina we Francji, w regionie Burgundia-Franche-Comté, w departamencie Jura. W 2013 roku liczba ludności wynosiła 2420 mieszkańców. 
Gmina została utworzona 1 stycznia 2017 roku z połączenia dwóch ówczesnych gmin: Cuttura oraz Saint-Lupicin. Siedzibą gminy została miejscowość Saint-Lupicin.